# Isachne pangerangensis
Isachne pangerangensis är en gräsart som beskrevs av Heinrich Zollinger och Alexandre Moritzi. Isachne pangerangensis ingår i släktet Isachne och familjen gräs. Inga underarter finns listade i Catalogue of Life.